# Maison face à l'église Saint-Sauveur de Corlay
La maison face à l'église saint-Sauveur est située sur la commune de Corlay en France.

## Localisation
La maison est située sur la commune de Corlay, face à l'église saint-Sauveur, dans le département des Côtes-d'Armor, dans la région Bretagne.

## Historique
La maison est inscrite partiellement au titre des monuments historiques par arrêté du 22 mars 1965.

## Protection
Éléments protégés : la partie droite de la façade et le pan de toiture correspondant.

## Galerie

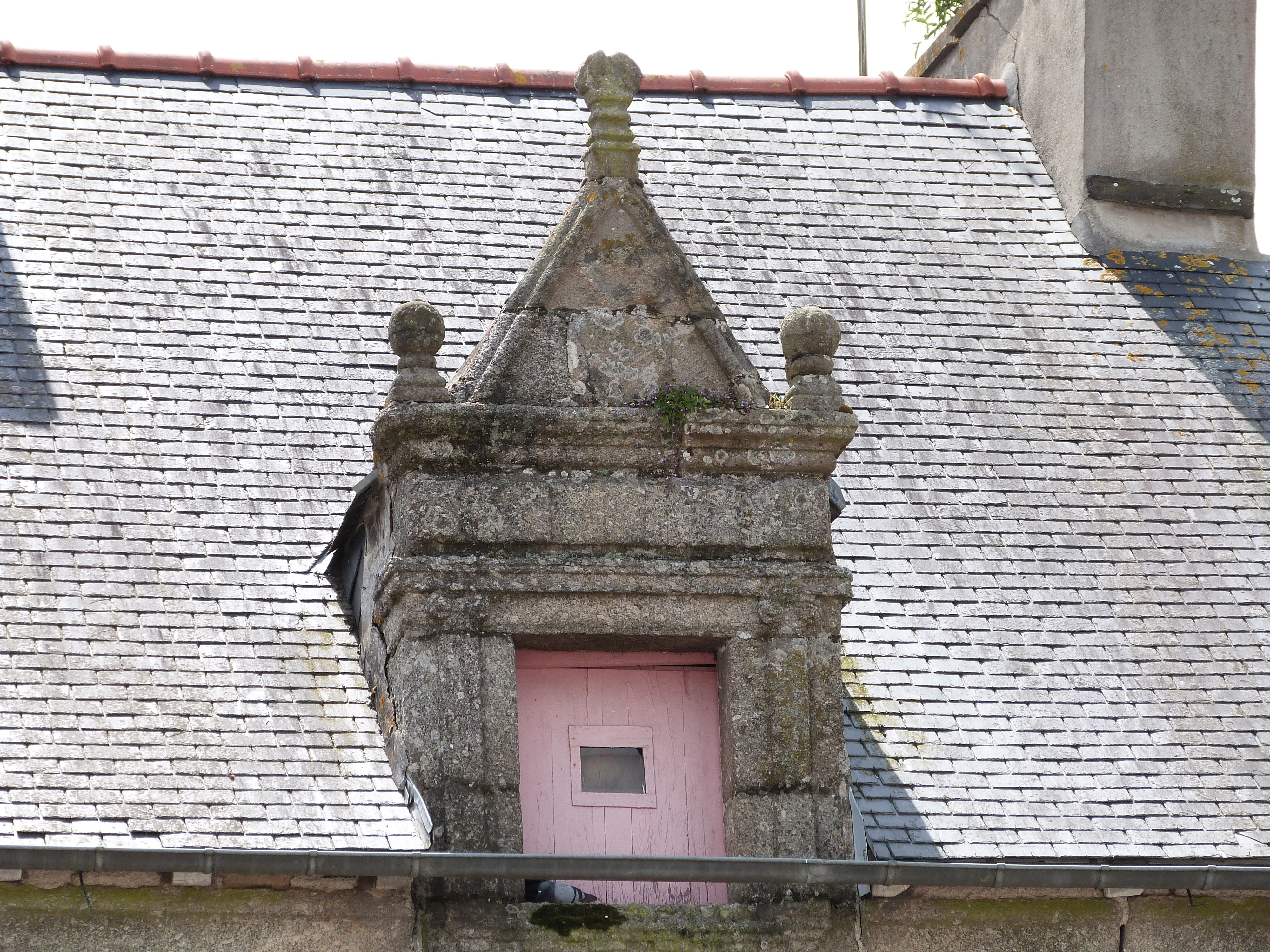